# USS Philippine Sea (CV-47)
USS Philippine Sea (CV-47) byla letadlová loď Námořnictva Spojených států, která působila ve službě v letech 1946–1958. Jednalo se o 24. postavenou a poslední realizovanou jednotku třídy Essex (čtrnáctou ve verzi s dlouhým trupem).
Původně byla pojmenována jako USS Wright na počest bratří Wrightů. Její stavba byla zahájena 19. srpna 1944 v loděnici Fore River Shipyard v Quincy v Massachusetts. Dne 13. února 1945 však námořnictvo rozhodlo o jejím přejmenování na USS Philippine Sea podle bitvy ve Filipínském moři. K jejímu spuštění na vodu došlo 5. září 1945, do služby byla zařazena 11. května 1946.
V roce 1952 byla překlasifikována na útočnou letadlovou loď s označením CVA-47, o tři roky později byla její klasifikace změněna na protiponorkovou letadlovou loď CVS-47. K jejímu vyřazení došlo 28. prosince 1958, kdy byla přeřazena do rezerv. Zde byla v roce 1959 překlasifikována na pomocný letadlový transport AVT-11, zůstala však odstavena a v roce 1971 prodána k sešrotování.